# Медвежье (Нижегородская область)
Медве́жье — деревня в Павловском районе Нижегородской области России. Входит в Павловский муниципальный округ.

## География
Находится в северо-западной части Приволжской возвышенности. Уличная сеть не развита.
Высота центра селения над уровнем моря — 92 м.
Климат
Климат в деревне, как и во всем районе, умеренно континентальный, с холодной зимой и тёплым летом.

## История
До мая 2020 года деревня входила в состав Абабковского сельсовета. После его упразднения входит в муниципальное образование Павловский муниципальный округ Нижегородской области.

## Население
| 2002 | 2010 |
| ---- | ---- |
| 53   | ↘36  |

## Инфраструктура
Личное подсобное хозяйство. Социальная инфраструктура в соседнем селе Абабково: детский сад, начальная школа, сельский дом культуры, библиотека, фельдшерско-акушерский пункт, отделение почты России.

## Транспорт
Автомобильный и железнодорожный транспорт. В пешей доступности ж/д платформа Абабково.